# Пыжеево
Пыжеево — деревня в Шекснинском районе Вологодской области.
Входит в состав сельского поселения Сиземского (с 1 января 2006 года по 8 апреля 2009 года входила в Еремеевское сельское поселение), с точки зрения административно-территориального деления — в Еремеевский сельсовет.
Расстояние до районного центра Шексны по автодороге — 32 км, до центра муниципального образования Чаромского по прямой — 6 км. Ближайшие населённые пункты — Хорошево, Флорида, Шигоево.
По переписи 2002 года население — 22 человека (12 мужчин, 10 женщин). Всё население — русские.